# Catanha
Henrique Guedes da Silva, noto come Catanha (Recife, 6 marzo 1972), è un ex calciatore brasiliano naturalizzato spagnolo, di ruolo attaccante.

## Carriera

### Club
Nato e cresciuto calcisticamente in Brasile, si trasferisce all'estero prima in Portogallo, al Belenenses, e poi in Spagna, dove milita nel Salamanca, nel Leganés e nel Malaga: qui realizza 50 reti in 73 incontri, vincendo la classifica cannonieri della Segunda División spagnola.
Naturalizzato spagnolo, viene acquistato dal Celta Vigo, con cui disputa quattro campionati fino al 2004.
Nelle due stagioni successive gioca nel campionato russo, in quello portoghese ed in quello brasiliano; fa quindi ritorno nei campionati spagnoli vestendo la maglia di Linares e Union Estepona.

### Nazionale
Debutta con la nazionale spagnola il 7 ottobre 2000, durante Spagna-Israele 2-0, collezionando in tutto 3 presenze.

## Statistiche

### Cronologia presenze e reti in nazionale
| Cronologia completa delle presenze e delle reti in nazionale ― Spagna | Cronologia completa delle presenze e delle reti in nazionale ― Spagna | Cronologia completa delle presenze e delle reti in nazionale ― Spagna | Cronologia completa delle presenze e delle reti in nazionale ― Spagna | Cronologia completa delle presenze e delle reti in nazionale ― Spagna | Cronologia completa delle presenze e delle reti in nazionale ― Spagna | Cronologia completa delle presenze e delle reti in nazionale ― Spagna | Cronologia completa delle presenze e delle reti in nazionale ― Spagna |
| Data                                                                  | Città                                                                 | In casa                                                               | Risultato                                                             | Ospiti                                                                | Competizione                                                          | Reti                                                                  | Note                                                                  |
| --------------------------------------------------------------------- | --------------------------------------------------------------------- | --------------------------------------------------------------------- | --------------------------------------------------------------------- | --------------------------------------------------------------------- | --------------------------------------------------------------------- | --------------------------------------------------------------------- | --------------------------------------------------------------------- |
| 7-10-2000                                                             | Madrid                                                                | Spagna                                                                | 2 – 0                                                                 | Israele                                                               | Qual. Mondiali 2002                                                   | -                                                                     | 71’                                                                   |
| 11-10-2000                                                            | Vienna                                                                | Austria                                                               | 1 – 1                                                                 | Spagna                                                                | Qual. Mondiali 2002                                                   | -                                                                     | 59’                                                                   |
| 15-11-2000                                                            | Siviglia                                                              | Spagna                                                                | 1 – 2                                                                 | Paesi Bassi                                                           | Amichevole                                                            | -                                                                     | 46’ 73’                                                               |
| Totale                                                                |                                                                       | Presenze                                                              | 3                                                                     |                                                                       | Reti                                                                  | 0                                                                     |                                                                       |

## Palmarès

### Club

#### Competizioni nazionali
- Tercera División: 1

Estepona: 2008-2009

#### Competizioni statali
- Campionato Alagoano: 1

CSA: 1994

#### Competizioni internazionali
- Coppa Intertoto UEFA: 1

Celta Vigo: 2000